# Валоцкије Торе (Кјети)
Валоцкије Торе је насеље у Италији у округу Кјети, региону Абруцо.
Према процени из 2011. у насељу је живело 32 становника. Насеље се налази на надморској висини од 825 м.